# Notre-Dame-du-Pré
Pour l’article homonyme, voir Notre-Dame.
Notre-Dame-du-Pré est une commune française située dans le département de la Savoie, en région Auvergne-Rhône-Alpes. Village de montagne du massif de la Vanoise, en Tarentaise, il comptait 256 habitants en 2022.
Le territoire communal accueillait une petite station de sports d'hiver, fermée depuis la saison 2024-2025 en raison du manque de neige. 

## Géographie

### Localisation
Notre-Dame-du-Pré est située à 15 km de Moûtiers et à 13 km d'Aime, dans la vallée de la Tarentaise (Savoie).
La commune est intégrée dans le SIVOM des communes du cœur de Tarentaise.
De sa situation en balcon à 1 300 mètres, la commune malgré sa localisation sur le versant ubac de la vallée, est nichée dans une combe ensoleillée, à l'abri du vent, surplombant l'étroit de Siaix. Elle fait face au sud au massif de la Lauzière, le col de la Madeleine et à la vallée des Bellevilles avec le Cheval Noir surplombant son entrée. Et sur sa face ouest, la montagne du Quermoz avec les villages de Montgirod et de Hautecour.
L'accès du village en provenance de Moûtiers est à fort dénivelé, en lacets (environ 27, certains avancent même le nombre de 37), ce qui peut donner la sensation d'une ascension interminable, sa liaison, depuis Aime quant à elle est beaucoup plus douce, avec une route plus accessible et droite.

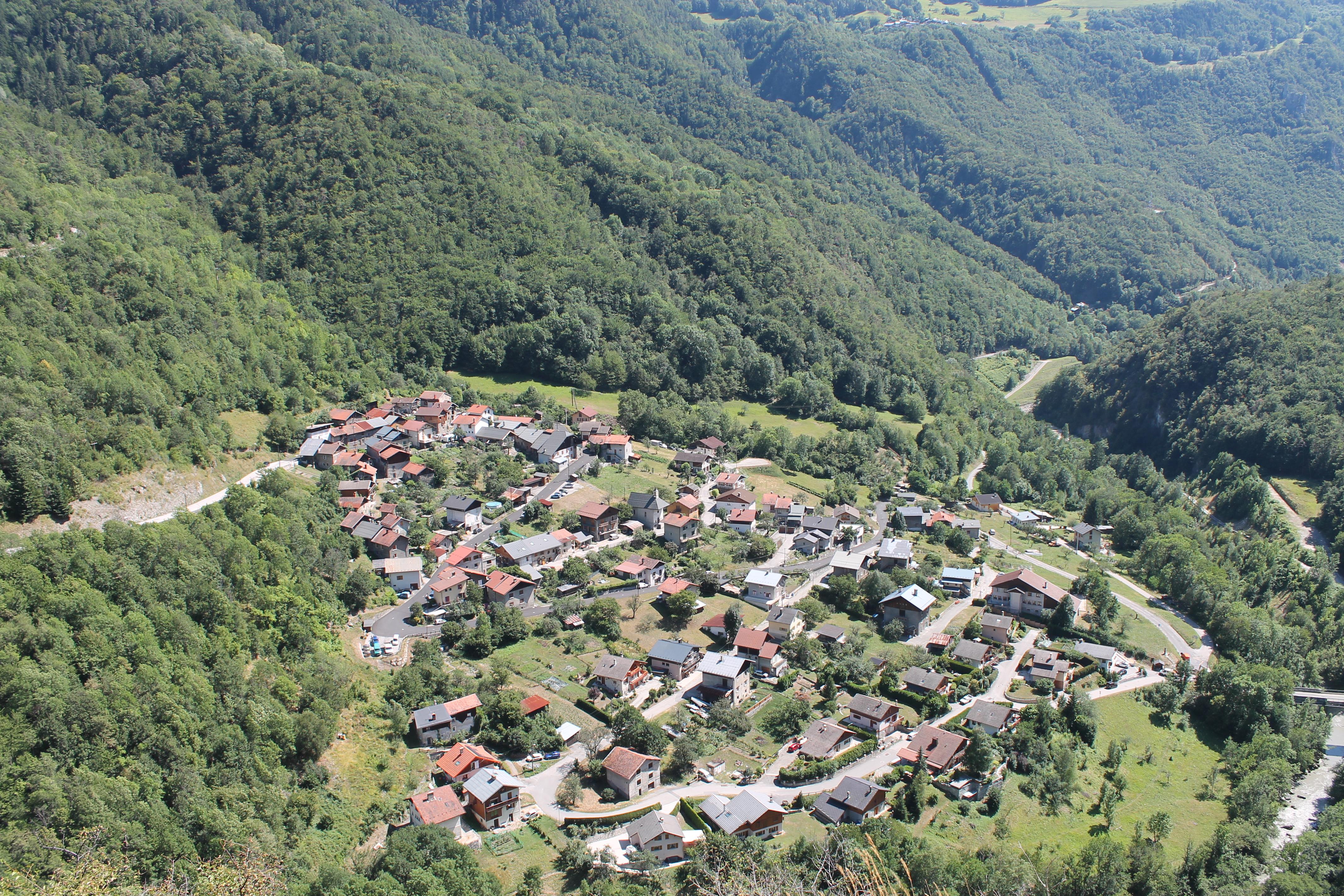
Village des Plaines, depuis le roc Puppin (2019).

Depuis les hauteurs de la commune, on bénéficie d'un panorama sur le mont Blanc, et la chaîne frontalière avec la Vallée d'Aoste.
Le village n'est distant que de 7 km de Montalbert, l'un des 10 villages du domaine skiable de La Plagne.
Une série de pistes permettent de rejoindre Bozel et Champagny-en-Vanoise via le sommet du mont Jovet, point culminant de la commune à 2 558 mètres. Ces pistes étaient déjà utilisées depuis fort  longtemps par les habitants des deux vallées pour se déplacer, échanger et mener les bêtes aux alpages.
Depuis son sommet, le mont Jovet offre une vue sur la plupart des grands sommets de la Vanoise, dont la Grande Casse, le mont Pourri ou encore le Grand Bec et la dent Parrachée.

### Communes limitrophes
|              | Aime-la-Plagne    |       |
| Saint-Marcel | Notre-Dame-du-Pré |       |
|              | Montagny          | Bozel |

### Géologie
La région de Notre-Dame-du-Pré est l'un des secteurs les plus complexes des Alpes.
On y rencontre des terrains variés appartenant à quatre zones géologiques :
1. la zone des brèches de Tarentaise ;
2. la zone subbriançonnaise ;
3. la zone briançonnaise ;
4. la zone piémontaise.

Le chef-lieu est bâti sur une écaille de schistes noirs et de grès houillers, orientée nord-est sud-ouest.
Cette écaille sépare les brèches de Tarentaise des formations de la zone subbriançonnaise.
Hauteville, installé sur un dépôt morainique, a pour substratum rocheux des calcaires petits bancs du Crétacé supérieur. Ces calcaires sont surmontés de brèches du Crétacé supérieur-Éocène qui déterminent les falaises à l'est de Hauteville.
Au-dessus de ces falaises, Pré Communal, Bois de Pampraz, Bois du Sapey sont installés sur des schistes noirs et des grès micacés à lentilles d'anthracite de la zone houillère briançonnaise (existence d'anciennes mines de charbon au-dessus de Hauteville).
Enfin, l'ensemble de ces terrains sont surmontés par la klippe du mont Jovet à semelle plate et gypseuse, constituée de calcschistes de la zone piémontaise à lentilles de serpentine (marbre de Longefoy).
Les contacts entre les différentes zones sont toujours jalonnés d'amas de gypse et de cargneules, parfois gigantesques (visibles à la base de la klippe du mont Jovet comme par exemple à l'extrémité de la route goudronnée menant aux alpages).

### Conséquences sur la qualité des ressources en eau
Les eaux captées  sous la semelle gypseuse et les cargneules sont séléniteuses (sulfatées) et donc impropres à la consommation ; les bonnes sources sont à rechercher à la base de la klippe du Jovet au-dessus des gypses cargneules et autres calcaires, c'est le cas des sources de la Raynaud de la Côte ou de la combe de l'Aigue. L'épaisseur de la klippe étant réduite, le temps d'infiltration l'est également, et ces sources sont fragiles vis-à-vis des éventuelles pollutions.

### Climat
Pour des articles plus généraux, voir Climat d'Auvergne-Rhône-Alpes et Climat de la Savoie.
En 2010, le climat de la commune est de type climat de montagne, selon une étude du Centre national de la recherche scientifique s'appuyant sur une série de données couvrant la période 1971-2000. En 2020, Météo-France publie une typologie des climats de la France métropolitaine dans laquelle la commune est exposée à un climat de montagne ou de marges de montagne et est dans la région climatique Alpes du nord, caractérisée par une pluviométrie annuelle de 1 200 à 1 500 mm, irrégulièrement répartie en été.
Pour la période 1971-2000, la température annuelle moyenne est de 7,1 °C, avec une amplitude thermique annuelle de 15,9 °C. Le cumul annuel moyen de précipitations est de 1 160 mm, avec 10,1 jours de précipitations en janvier et 9,3 jours en juillet. Pour la période 1991-2020, la température moyenne annuelle observée sur la station météorologique de Météo-France la plus proche, « Moutiers », sur la commune de Moûtiers à 5 km à vol d'oiseau, est de 11,9 °C et le cumul annuel moyen de précipitations est de 930,4 mm,. Pour l'avenir, les paramètres climatiques de la commune estimés pour 2050 selon différents scénarios d'émission de gaz à effet de serre sont consultables sur un site dédié publié par Météo-France en novembre 2022.

## Urbanisme

### Typologie
Au 1er janvier 2024, Notre-Dame-du-Pré est catégorisée commune rurale à habitat dispersé, selon la nouvelle grille communale de densité à sept niveaux définie par l'Insee en 2022.
Elle est située hors unité urbaine. Par ailleurs la commune fait partie de l'aire d'attraction de Moûtiers, dont elle est une commune de la couronne,. Cette aire, qui regroupe 7 communes, est catégorisée dans les aires de moins de 50 000 habitants,.

### Occupation des sols
L'occupation des sols de la commune, telle qu'elle ressort de la base de données européenne d’occupation biophysique des sols Corine Land Cover (CLC), est marquée par l'importance des forêts et milieux semi-naturels (90,6 % en 2018), en diminution par rapport à 1990 (92 %). La répartition détaillée en 2018 est la suivante : 
forêts (57,6 %), milieux à végétation arbustive et/ou herbacée (28,7 %), espaces ouverts, sans ou avec peu de végétation (4,4 %), zones agricoles hétérogènes (4 %), prairies (3,4 %), espaces verts artificialisés, non agricoles (1,4 %), zones urbanisées (0,6 %).
L'IGN met par ailleurs à disposition un outil en ligne permettant de comparer l’évolution dans le temps de l’occupation des sols de la commune (ou de territoires à des échelles différentes). Plusieurs époques sont accessibles sous forme de cartes ou photos aériennes : la carte de Cassini (XVIIIe siècle), la carte d'état-major (1820-1866) et la période actuelle (1950 à aujourd'hui).

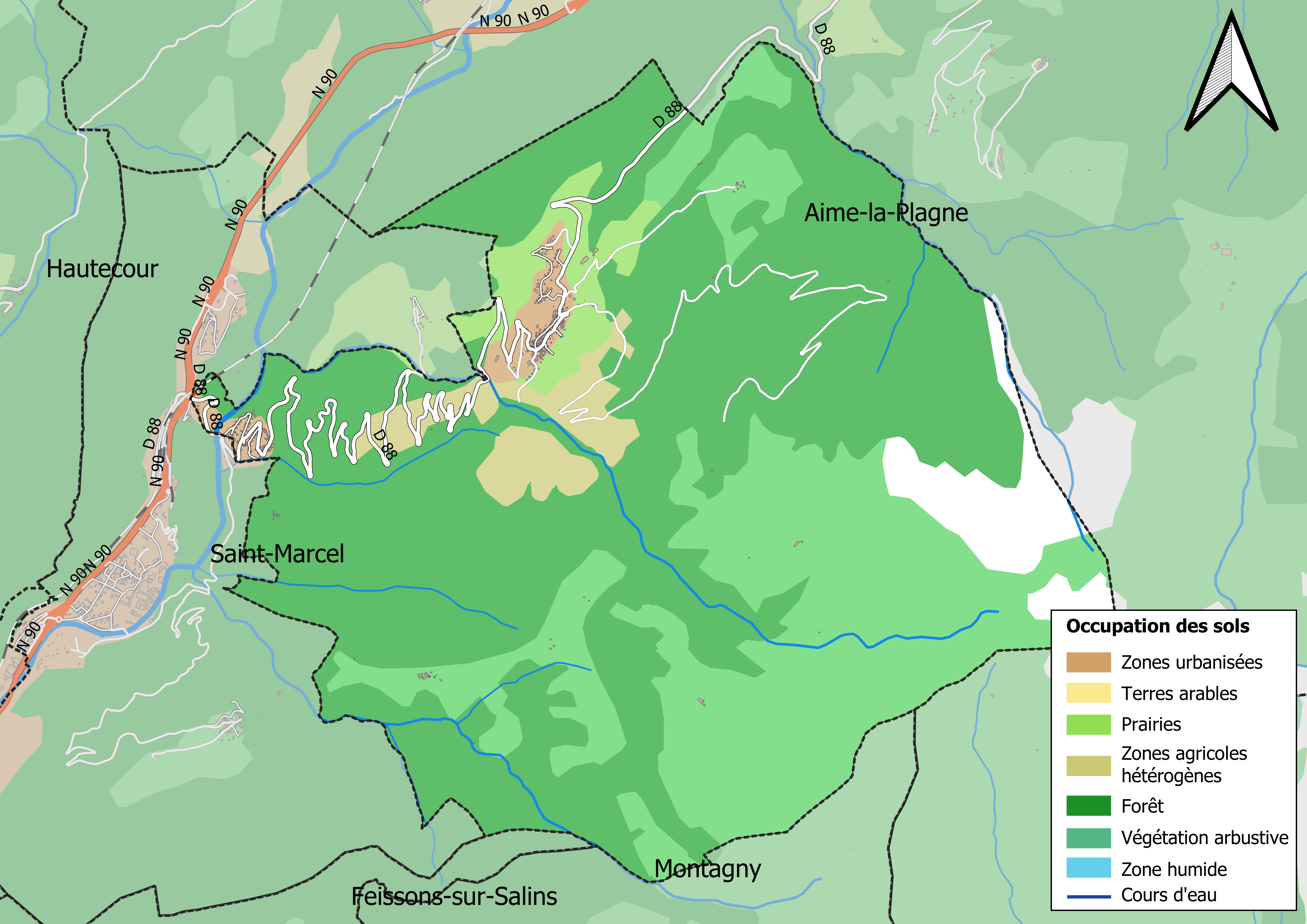
Carte des infrastructures et de l'occupation des sols en 2018 (CLC) de la commune.
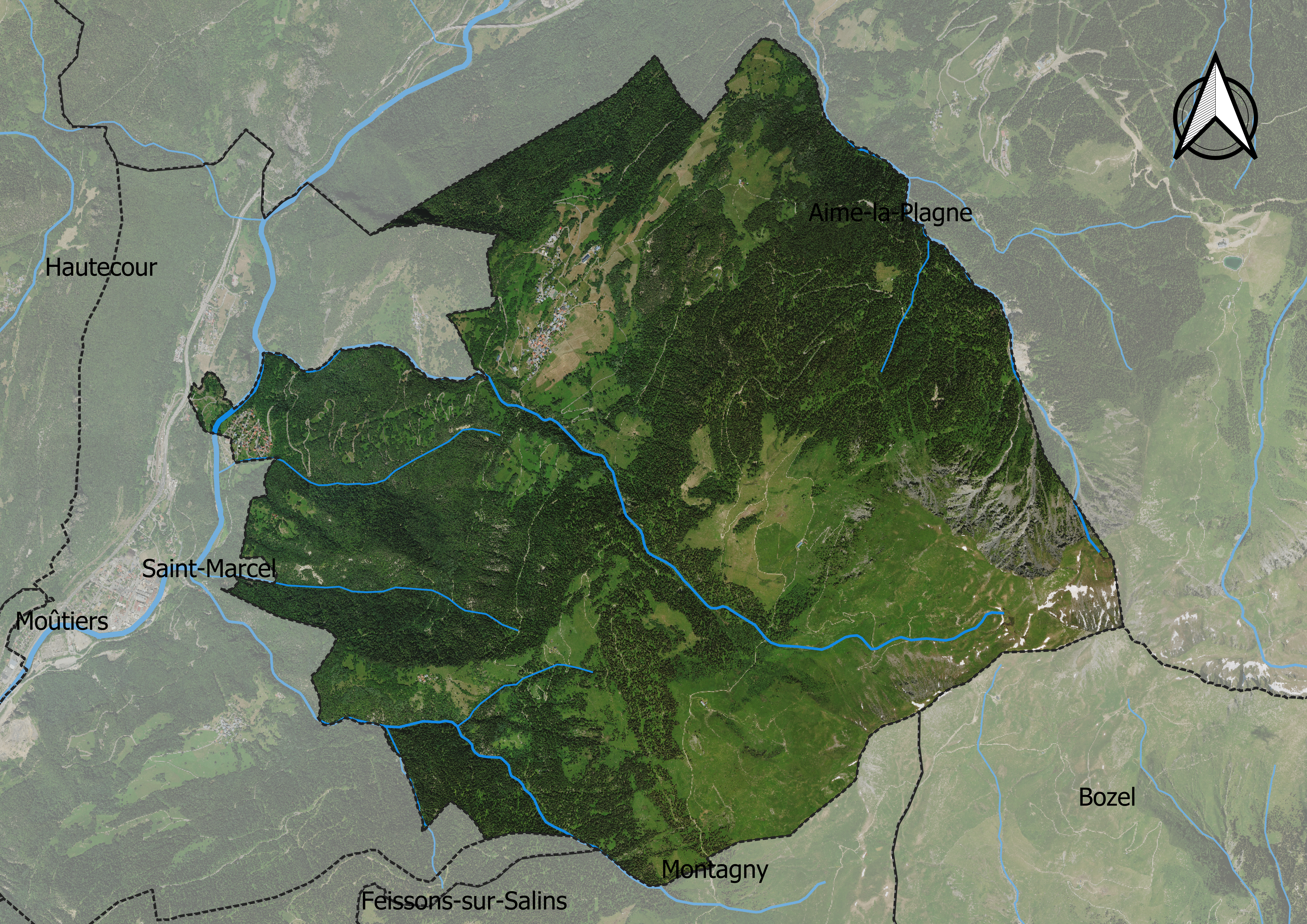
Carte orthophotogrammétrique de la commune.

## Toponymie
En francoprovençal, le nom de la commune s'écrit Vlôprâ, selon la graphie de Conflans.

## Histoire

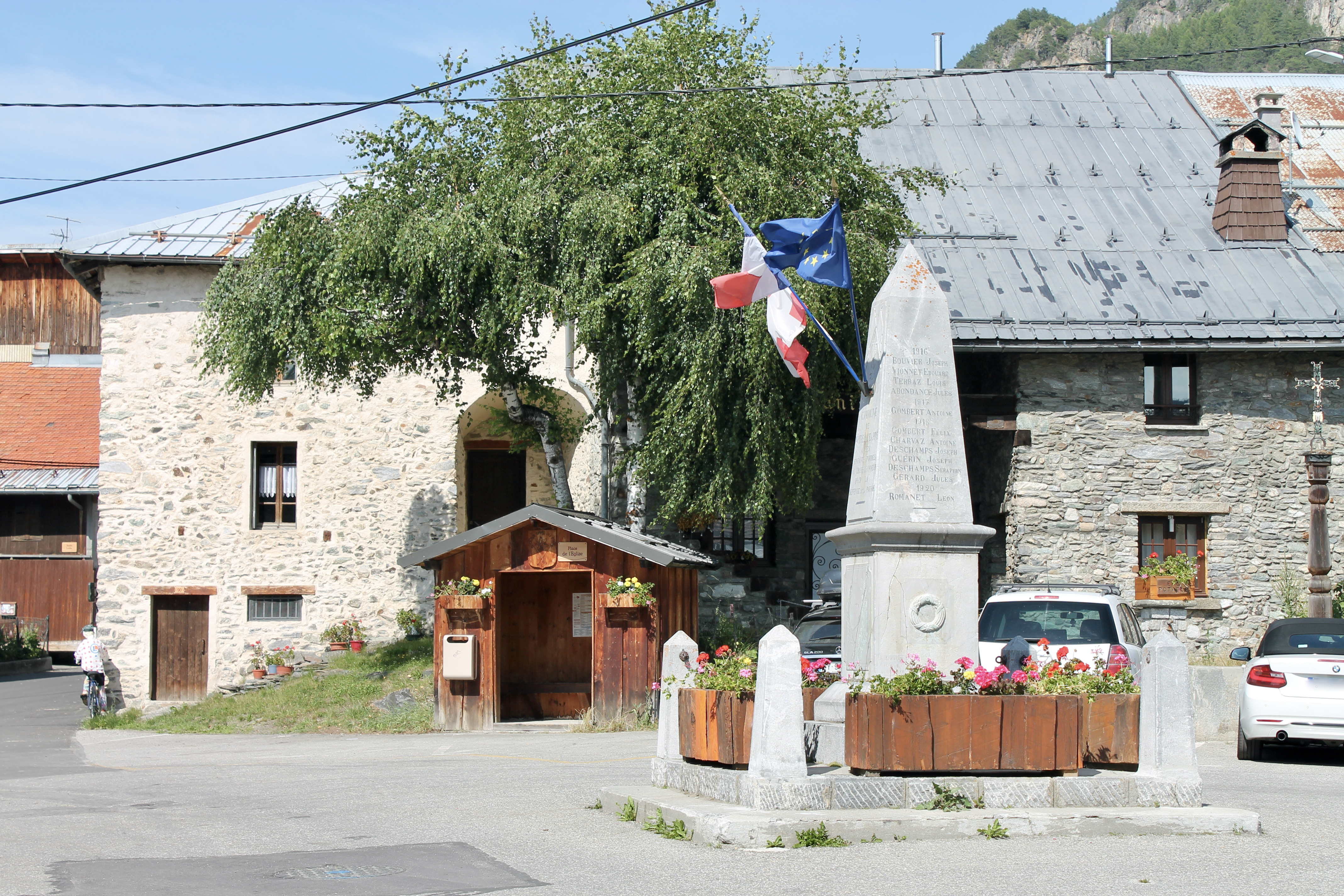
Monument aux Morts, situé au chef-lieu.

## Politique et administration
| Période                                  | Période  | Identité                   | Étiquette | Qualité                                                                                               |
| ---------------------------------------- | -------- | -------------------------- | --------- | --- |
| Les données manquantes sont à compléter. |          |                            |           | |
| 1990                                     | 2014     | Henri Borlet               |           | |
| 2014                                     | 2020     | Alain Buissière            |           | |
| 2020                                     | En cours | Jocelyne Abondance-Pourcel | LR        | Directrice retraitée de l'IFAS de Moûtiers Conseillère départementale du canton de Moûtiers (2015 → ) |

## Population et société
Les habitants de Notre-Dame du Pré sont appelés les Praverains.

### Démographie
L'évolution du nombre d'habitants est connue à travers les recensements de la population effectués dans la commune depuis 1793. Pour les communes de moins de 10 000 habitants, une enquête de recensement portant sur toute la population est réalisée tous les cinq ans, les populations de référence des années intermédiaires étant quant à elles estimées par interpolation ou extrapolation. Pour la commune, le premier recensement exhaustif entrant dans le cadre du nouveau dispositif a été réalisé en 2006.

En 2022, la commune comptait 256 habitants, en évolution de +2,4 % par rapport à 2016 (Savoie : +3,63 %, France hors Mayotte : +2,11 %).
| 1793 | 1800 | 1806 | 1822 | 1838 | 1848 | 1858 | 1861 | 1866 |
| ---- | ---- | ---- | ---- | ---- | ---- | ---- | ---- | ---- |
| 470  | 428  | 502  | 579  | 667  | 652  | 528  | 529  | 483  |

| 1872 | 1876 | 1881 | 1886 | 1891 | 1896 | 1901 | 1906 | 1911 |
| ---- | ---- | ---- | ---- | ---- | ---- | ---- | ---- | ---- |
| 460  | 466  | 467  | 504  | 502  | 496  | 602  | 470  | 459  |

| 1921 | 1926 | 1931 | 1936 | 1946 | 1954 | 1962 | 1968 | 1975 |
| ---- | ---- | ---- | ---- | ---- | ---- | ---- | ---- | ---- |
| 591  | 350  | 315  | 317  | 298  | 377  | 397  | 382  | 352  |

| 1982 | 1990 | 1999 | 2006 | 2011 | 2016 | 2021 | 2022 | - |
| ---- | ---- | ---- | ---- | ---- | ---- | ---- | ---- | - |
| 281  | 270  | 272  | 277  | 270  | 250  | 253  | 256  | - |

### Enseignement
La commune de Notre-Dame-du-Pré est située dans l'académie de Grenoble.

## Économie

### Tourisme

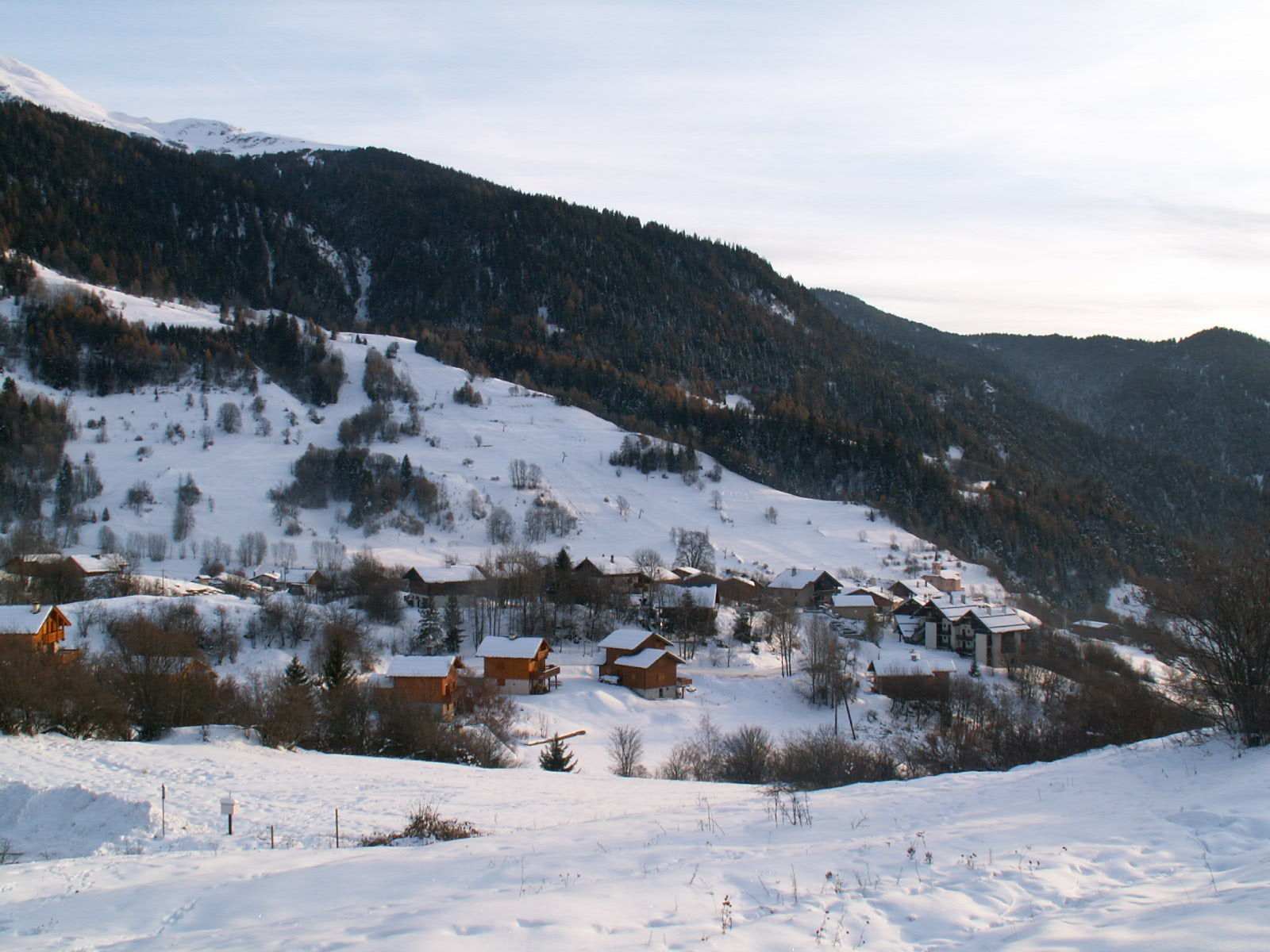
Vue panoramique de Notre-Dame-du-Pré en hiver.

En 2014, la capacité d'accueil de la commune et station, estimée par l'organisme Savoie Mont Blanc, est de 998 lits touristiques répartis dans 133 établissements. Les hébergements se répartissent comme suit : 12 meublés ; une structure d'hôtellerie de plein air et 2 centres ou villages de vacances / maisons familiales.

### Infrastructures
Trois téléskis avec différentes pistes de ski pour tous niveaux ont été installées sur le territoire de la commune. Toutefois, à la suite d'une décision du conseil municipal du 3 juin 2024, ces téléskis sont définitivement fermés à compter de la saison d'hiver 2024/2025.

## Culture et patrimoine

### Lieux et monuments

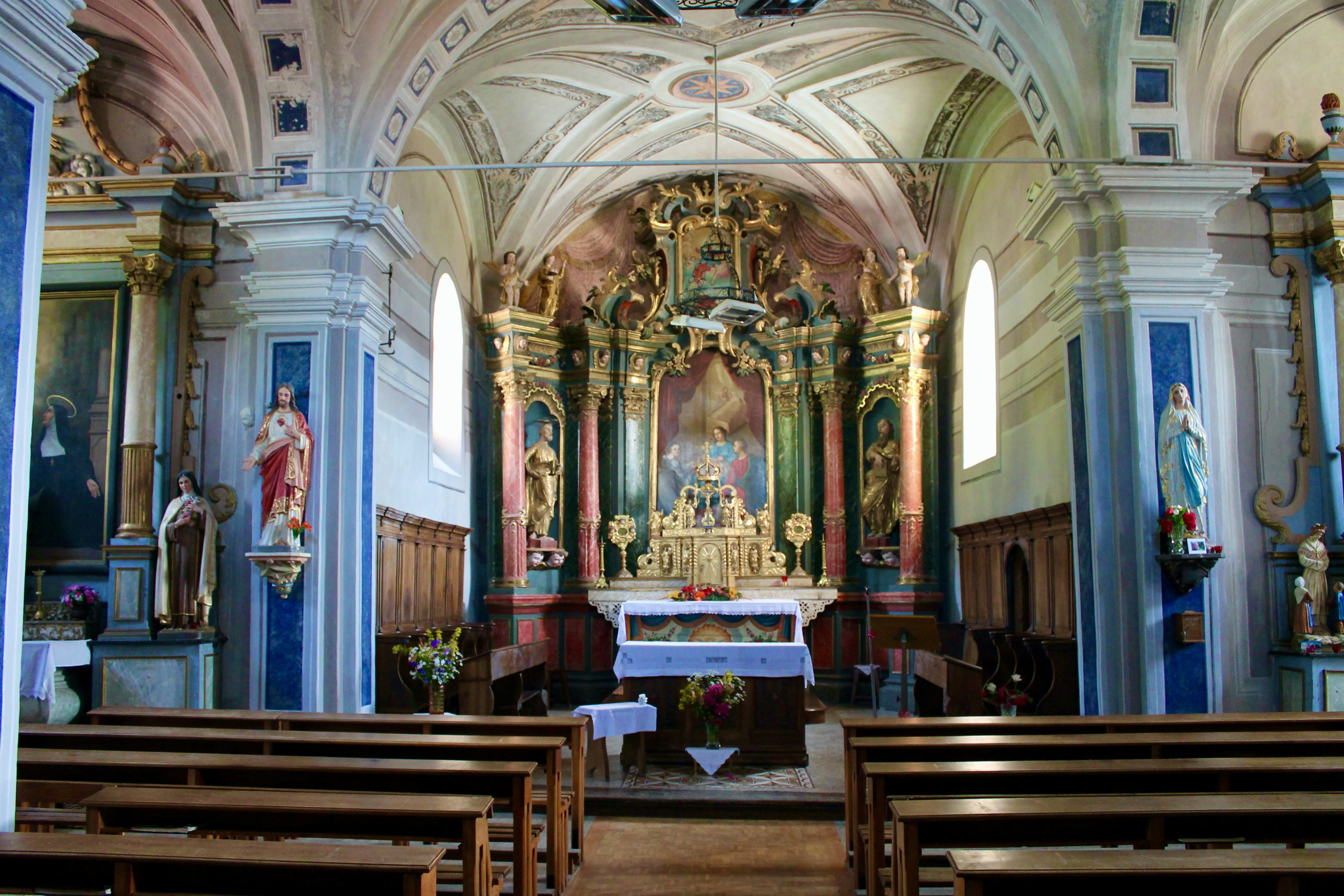
Intérieur de l'église Notre-Dame-du-Pré.

- L'église Notre-Dame-du-Pré, de style baroque, a été reconstruite en 1647 en changeant son orientation. Elle détient un retable sculpté par Pierre Antoine Marauet (après 1847)[20].
- Le rocher d'escalade est situé à 1 500 m d'altitude, à 3 km du village. Sur ce site d'escalade  dit du Glaisy, 230 voies réparties en 17 secteurs ont été aménagées sur le rocher de type calcaire. Le site comporte aussi deux boucles de randonnée offrant une magnifique vue sur le village, la Lauzière et le mont Blanc.
- Le hameau de Hauteville, à 30 min du village (accès uniquement à pied), comptait encore au début du XXe siècle, une centaine d'habitants. Il permet de voir un large panorama sur la vallée et Moûtiers.